# Bulbostylis turbinata
Bulbostylis turbinata är en halvgräsart som beskrevs av Stanley Thatcher Blake. Bulbostylis turbinata ingår i släktet Bulbostylis och familjen halvgräs. Inga underarter finns listade i Catalogue of Life.